# Solidity
Solidity es un lenguaje de programación orientado a objetos para escribir contratos inteligentes. Se utiliza para implementar contratos inteligentes en varias plataformas blockchain, la más destacada, Ethereum .[cita requerida] Fue desarrollado por Christian Reitwiessner, Alex Beregszaszi y varios de los principales excolaboradores de Ethereum para poder escribir contratos inteligentes en plataformas blockchain como Ethereum.

## Historia
Solidity fue inicialmente propuesto en agosto de 2014 por Gavin Wood. Más tarde, el lenguaje fue desarrollado por el equipo de Solidity de Ethereum Projects, dirigido por Christian Reitwiessner.
Actualmente, Solidity es el principal lenguaje en Ethereum así como en otras blockchains privadas que compiten con Ethereum, como Monax y su Hyperledger Burrow blockchain, la cual utiliza Tendermint para el mecanismo de consenso. SWIFT ha desplegado una prueba de concepto que utiliza Solidity ejecutándose sobre Burrow. 
Un investigador de la Universidad de Cornell declaró que Solidity fue parcialmente culpable del hackeo a The DAO en 2016. Dijo: "esto en realidad no era un defecto o una explotación en el contrato de The DAO en sí: técnicamente, la Máquina Virtual Ethereum (EVM) estaba funcionando según lo previsto, pero Solidity estaba introduciendo fallos de seguridad en los contratos que no solo la comunidad pasó por alto, sino que también lo hicieron los propios diseñadores del lenguaje ".

## Descripción
Solidity es un lenguaje de programación de tipo estático diseñado para desarrollar contratos inteligentes que se ejecutan en la máquina virtual de ethereum, también conocida como EVM.
Según lo especificado por Wood, está diseñado en torno a la sintaxis ECMAScript para que sea familiar para los desarrolladores web existentes;[cita requerida] la diferencia de ECMAScript, es que tiene tipos de retorno de tipo estático y variable. En comparación con otros lenguajes focalizados en EVM de la época, como Serpent y Mutan, Solidity contenía una serie de diferencias importantes. Soportaba variables miembro complejas para los contratos, incluyendo asignaciones jerárquicas arbitrarias y estructuras de datos . Los contratos admiten herencia, incluyendo herencia múltiple Linealización de superclase C3 . Además tiene una interfaz binaria de aplicación (ABI) que facilita múltiples funciones de seguridad de tipos dentro de un solo contrato (más tarde soportada por Serpent). También incluye un sistema de documentación para especificar una descripción centrada en el usuario de las ramificaciones de una llamada a un método, conocido como "Especificación del lenguaje natural".
Ejemplo de un programa de Solidity:
```
pragma solidity
 
>=
 
0.7.0
 
<
0.8.0
;

contract
 
Coin
 
{

    
// The keyword "public" makes variables

    
// accessible from other contracts

    
address
 
public 
minter
;

    
mapping
 
(
address
 
=>
 
uint
)
 
public
 
balances
;

    
// Events allow clients to react to specific

    
// contract changes you declare

    
event
 
Sent
 
(
address
 
from
,
 
address
 
to
,
 
uint
 
amount
);

    
// Constructor code is only run when the contract

    
// is created

    
constructor
()
 
public
 
{

        
minter
 
=
 
msg.sender
;

    
}

    
// Sends an amount of newly created coins to an address

    
// Can only be called by the contract creator

    
function
 
mint
(
address
 
receiver
,
 
uint
 
amount
)
 
public
 
{

        
require
(
msg.sender
 
==
 
minter
);

        
require
(
amount
 
<
 
1
e60
);

        
balances
[
receiver
]
 
+=
 
amount
;

    
}

    
// Sends an amount of existing coins

    
// from any caller to an address

    
function
 
send
(
address
 
receiver
,
 
uint
 
amount
)
 
public
 
{

        
require
(
amount
 
<=
 
balances
[
msg.sender
],
 
"Insufficient balance."
);

        
balances
[
msg.sender
]
 
-=
 
amount
;

        
balances
[
receiver
]
 
+=
 
amount
;

        
emit
 
Sent
 
(
msg.sender
,
 
receiver
,
 
amount
);

    
}

}

```

## Plataformas de desarrollo disponibles
- Microsoft Visual Studio [cita requerida]
- Microsoft Visual Studio Code[8]
- Tendermint en Microsoft Azure [cita requerida]
- ErisDB de AWS [cita requerida]
- Remix de Ethereum [cita requerida]

## Plataformas Blockchain
Solidity está disponible en:
- Ethereum
- Ethereum Classic
- Tendermint y ErisDB (una versión de Tendermint)[cita requerida]
- Counterparty (que se ejecuta en Bitcoin )[cita requerida]
- Tron